# Lugozó
Lugozó (románul: Luguzău korábban Șilindia Mică is) falu Romániában, Arad megyében.

## Fekvése
Aradtól 55 kilométerre északkeletre, a Zarándi-hegység északi peremén, dombvidéken fekszik.

## Története
Elsőként 1561-ben, Lugozo néven említették. Akkor a világosi Báthory-uradalom része, a 17. században Bornemissza Katalin birtoka volt. 1746-ig Zaránd, attól fogva Arad vármegyéhez tartozott. Az 1890-es és 1900-as években magyar és német telepesek költöztek be. 1894-ben alakult baptista gyülekezete. Érdekesség, hogy az első bemerítkezésen a község bíráját is újrakeresztelték.
1880-ban 314 lakosából 299 volt román, 13 cigány és 2 magyar anyanyelvű; 312 ortodox vallású.
2002-ben 129 lakosából 111 volt román, 13 magyar és 4 ukrán nemzetiségű; 98 ortodox, 21 római katolikus és 10 baptista vallású.

## Külső hivatkozások
- A falu oldala a www.virtualarad.net portálon (románul)
- Falutérkép